# 10 Gwardyjska Dywizja Strzelecka
10 Gwardyjska Dywizja Strzelecka (ros. 10-я гвардейская стрелковая дивизия) – związek taktyczny (dywizja) Armii Czerwonej.

## Historia
Powstała w 1941 roku, Decyzją Ludowego Komisarza Obrony №366, 52 Dywizja Strzelecka, za zasługi w działaniach obronnych po ataku Niemiec na ZSRR, otrzymała miano gwardyjskiej, jako 10 Gwardyjska Dywizja Strzelecka.
10 GwDS wchodziła w skład 14 Armii walczącej na froncie karelski oraz w Zakauskim Okręgu Wojskowym. Przez cały 1942 i 1943 rok utrzymywała rubież na zachód od Murmańska.
W październiku 1944 ruszyła do natarcia w ramach ofensywy petsamsko-kirkeneskiej. Odbiła z rąk wroga Łuostari i Peczengę, za co otrzymała honorowy tytuł dywizji peczengijskiej. Po zdobyciu Kirkenesu wycofana do Rybińska dla uzupełnienia sił ludzkich i zaopatrzenia.
W styczniu 1945 powróciła na front, przerzucona do Polski. Walcząc na Pomorzu wyzwoliła Miastko (3 marca 1945), Kartuzy, i – wspólnie z polską 1 BrygPanc – Gdynię. Wojnę zakończyła na wyspie Uznam, pod Świnoujściem.
Po wojnie dywizja stacjonowała w Achalcichem w Gruzińskiej SRR, funkcjonowała do 1962.